# Mörlenbach
Mörlenbach este o comună din landul Hessa, Germania.